# امیر توسل
امیر توسل (زاده ۱۳۳۱، تهران) کارگردان و تهیه‌کننده اهل ایران است.

## زندگی‌نامه
متولد ۱۳۳۱ در تهران. او در ابتدا داستان‌سرایی می‌کرد و به موسیقی علاقه‌مند بود. سپس کار فیلمسازی را با ساخت فیلم‌های کوتاه آغاز کرد. فعالیتش را در سینمای حرفه‌ای از سال ۱۳۶۳ و به عنوان تهیه‌کنندهٔ فیلم «ریشه در خون» آغاز کرد

## فیلمشناسی
- ریشه در خون (۱۳۶۳ تهیه‌کننده)
- شب‌شکن (۱۳۶۴ تهیه‌کننده)
- گردباد (۱۳۶۵ تهیه‌کننده)
- مأموریت (۱۳۶۶ تهیه‌کننده)
- گمشدگان (۱۳۶۶ تهیه‌کننده)
- غریبه (۱۳۶۷ تهیه‌کننده با مشارکت حسین فرح‌بخش)
- پنجره (۱۳۶۷ کارگردان، پرداخت‌کنندهٔ نهایی فیلمنامه، تهیه‌کننده و تدوینگر)
- مخترع ۲۰۰۱ (۱۳۷۰ کارگردان و تهیه‌کننده)

### فیلم‌های کوتاه
- شیرلی
- هنر زن و مرد ترکمن
- آدلی و کفش‌های رنگی
- کنجدگیری
- زیور
- زن ترکمن
- بازی کودکان
- ترکمن صحرا